# Stade nautique Eugène-Maës
Le stade nautique Eugène-Maës est un établissement multi-activités situé à Caen. Géré par la communauté d'agglomération Caen la Mer, il a une vocation à la fois sportive et de loisirs. Il reçoit près de 320 000 visiteurs chaque année. Il est doté à l’extérieur d’un bassin olympique de 50 mètres, huit couloirs ouverts toute l’année 7 jours sur 7 (à l'exception du premier janvier, premier mai, premier novembre et 25 décembre).
Il a été renommé en l'honneur d'Eugène Maës, qui possédait une école de natation sur les bords de l'Orne avant sa mort en déportation.

## Situation
Le stade est implanté au cœur de Caen dans le quartier de la Prairie. Il jouxte la patinoire de Caen la Mer et le centre de congrès de Caen. À proximité, se trouvent le lycée Malherbe, le stade Hélitas et l'hippodrome de la Prairie.

## Histoire
Le site du nouveau stade nautique, à l'emplacement de l'ancienne foire-exposition, est choisi en 1957. Lors du conseil municipal du 17 octobre 1960, la ville décide officiellement de la construction du stade nautique. Ce dernier est inauguré le 1er octobre 1966.
Le bâtiment vieillit mal et en 1999 est lancé un projet de restructuration de la piscine et de la patinoire. Finalement, seule la patinoire fait l’objet de travaux. Après le transfert de la piscine à la communauté d'agglomération Caen la Mer, il est envisagé de construire un nouvel équipement à côté du Zénith de Caen. Le projet reste dans les cartons.
Dans les années 2000, l'équipement est devenu dangereux. Les plafonds de la halle historique des années 1960, gorgés d'humidité, risquent de s'effondrer et le bassin intérieur doit être fermé au public. Le projet définitif de reconstruction du stade nautique de Caen-la-Mer est adopté en septembre 2011.
Le coût global des travaux — confiés aux architectes Thomas Bernard (architecte d’opération) et Jean Guervilly (concepteur du projet), — est estimé à 27 millions d’euros, dont 56 % pris en charge par Caen la Mer et 21 % par la Région Basse-Normandie. Le reste se partage entre l’État, le Conseil général et le Centre national du développement du sport (CNDS).
Les responsables espèrent passer de 171 000 visiteurs annuels à 400 000 usagers par an
Les travaux sont prévus en trois tranches.
La première tranche de travaux débute en novembre 2012. Le hall d’entrée, les vestiaires, le bassin de 25 m² (comprenant huit couloirs) couvert sont réaménagés et un bâtiment administratif fonctionnel est construit à l'ouest du bassin olympique.
Après la réouverture du bassin couvert, Guillaume Petit, le directeur du club « Entente Nautique Caennaise », qui compte un millier de licenciés, souligne à ces derniers l'importance de ce projet : les nageurs sont enfin abrités, en effet pendant sept ans depuis qu'existe le club, les membres s'entraînaient à l'extérieur.
L’entrée du public est transféré sur le boulevard Guillou, en face de l’hippodrome, et non plus par l’avenue Albert-Sorel, qui datait de la création de l’édifice en 1966.
La deuxième tranche débute en mai 2014. Une nouvelle halle de trois bassins éducatifs de petites et moyennes profondeurs est construite. Un nouveau solarium, le long de la façade sud, et une galerie, érigée entre le bassin de 50 m et la fosse à plongeon, sont créés.
La troisième tranche, consacrée à la rénovation des bassins extérieurs, débute en septembre 2016. Le bassin de 50 m est alors équipé d'un fond amovible.
Le nouveau stade est inauguré le 15 septembre 2017.

## Structure et organisation
- Bassins extérieurs :
  - 1 bassin olympique de 50 m
  - 1 fosse à plongeon

- Bassins intérieurs :
  - 1 grand bassin de 25 m
  - 1 petit bassin(La Halle)
  - 1 petit bassin de 25 m(La Halle)
  - 1 pataugeoire